# Істок (Кабанський район)
Істок (рос. Исток) — село Кабанського району, Бурятії Росії. Входить до складу Сільського поселення Посольське.
Населення — 262 особи (2015 рік).